# Diaphanoptera transhyrcana
Diaphanoptera transhyrcana är en nejlikväxtart som först beskrevs av Preobr., och fick sitt nu gällande namn av K.H. Rechinger och H. Schiman-czeika. Diaphanoptera transhyrcana ingår i släktet Diaphanoptera och familjen nejlikväxter. Inga underarter finns listade i Catalogue of Life.